# Krangen
Krangen is een plaats in de Duitse gemeente Neuruppin, deelstaat Brandenburg, en telt 159 inwoners (2007).